# Acacia obtusifolia
Acacia obtusifolia é uma espécie de leguminosa do gênero Acacia, pertencente à família Fabaceae.